# Reprezentacja Czechosłowacji w Pucharze Gordona Bennetta
W zawodach balonów wolnych o Puchar Gordona Bennetta poszczególne kraje mogą reprezentować maksymalnie trzy zespoły składające się z dwóch osób. Reprezentanci Czechosłowacji w pucharze brali udział tylko raz. Miało to miejsce podczas XXII zawodów rozegranych w 1934 roku.

## Wyniki
| Edycja zawodów | Data       | Miejsce zawodów   | Lokata | Załoga               | Balon      | Czas lotu [h] | Odległość [km] |
| -------------- | ---------- | ----------------- | ------ | -------------------- | ---------- | ------------- | -------------- |
| XXII           | 23.09.1934 | Warszawa (Polska) | 16     | F. Jezisek, G. Peter | Bratislava | 5:22          | 296,71         |